# Municipio de Valley (condado de Page)
El municipio de Valley (en inglés: Valley Township) es un municipio ubicado en el condado de Page en el estado estadounidense de Iowa. En el año 2010 tenía una población de 223 habitantes y una densidad poblacional de 2,41 personas por km².

## Geografía
El municipio de Valley se encuentra ubicado en las coordenadas 40°51′20″N 94°59′3″O / 40.85556, -94.98417. Según la Oficina del Censo de los Estados Unidos, el municipio tiene una superficie total de 92.63 km², de la cual 92,53 km² corresponden a tierra firme y (0,1 %) 0,09 km² es agua.

## Demografía
Según el censo de 2010, había 223 personas residiendo en el municipio de Valley. La densidad de población era de 2,41 hab./km². De los 223 habitantes, el municipio de Valley estaba compuesto por el 99,55 % blancos y el 0,45 % eran de una mezcla de razas. Del total de la población el 0 % eran hispanos o latinos de cualquier raza.